# Carolin Walter (Leichtathletin)
Carolin Walter (* 29. Februar 1988 in Karlsruhe) ist eine deutsche Leichtathletin, die sich auf Langsprints und die Mittelstrecke spezialisiert hat und auch Staffeln läuft.

## Berufsweg
Walter ist Diplom-Meteorologin und Doktorandin am Karlsruher Institut für Technologie (KIT), (auch „Universität Karlsruhe“ bezeichnet), am Institut für Meteorologie und Klimaforschung - Department Troposphärenforschung (IMK-TRO).

## Sportliche Karriere
Carolin Walter belegte 2006 bei den U20-Juniorenweltmeisterschaften mit der 4-mal-400-Meter-Staffel den 6. Platz. 2007 wird sie beim 400-Meter-Lauf U20-Vizemeisterin sowohl bei den Deutschen Jugendhallenmeisterschaften als auch bei den Deutschen Jugendmeisterschaften. 2008 errang sie den Meistertitel in der Juniorenklasse mit der 4-mal-400-Meter-Staffel bei den Deutschen U23-Meisterschaften und wurde 2009 Deutsche Hochschulmeisterin in der Halle über 400 Meter und später Hochschulvizemeisterin über 800 Meter. War Walter bis 2009 recht erfolgreich über die 400 Meter und in der 400-Meter-Staffel, wandte sie sich nach langwierigen Verletzungen mehr den 800 Metern zu.
2012 gestaltete sich für Walter als ein sehr erfolgreiches Jahr. Erst wurde sie Deutsche Hochschulmeisterin in der Halle über 800 Meter, dann Deutsche Hallenmeisterin auf dieser Distanz mit Meisterschaftsrekord. Bei den Deutschen Hochschulmeisterschaften holte sich Walter die Titel über 400 als auch 800 Meter und wurde Deutsche Meisterin in der Altersklasse der Frauen bei den Deutschen Jugendmeisterschaften mit der 3-mal-800-Meter-Staffel.
2014 konnte Walter wieder Deutsche Meisterin mit der 4-mal-400-Meter-Staffel werden und Deutsche Vizemeisterin über 800 Meter. Mit der 3-mal-800-Meter-Staffel holte sie erneut den Meistertitel in der Altersklasse (AK) der Frauen im Rahmen der Deutschen Jugendmeisterschaften.
2015 schaffte sie wieder bei den Deutschen Meisterschaften mit der 4-mal-400-Meter-Staffel den Titelgewinn, belegte über 800 Meter den 3. Platz und errang die Vizemeisterschaft in der Altersklasse der Frauen bei den Deutschen Jugendmeisterschaften.
2016 begann für Walter mit einem deutschen Hallenrekord von 6:22,59 min in der 3-mal-800-Meter-Staffel mit Rebekka Ackers und Lena Klaassen in der AK-Frauen bei den Deutschen Jugendmeisterschaften. Vizemeistertitel holte sie bei den Deutschen Hallenmeisterschaften über 800 Meter, im Freien mit der 3-mal-800-Meter-Staffel und bei den Deutschen Meisterschaften mit der 4-mal-400-Meter-Staffel.

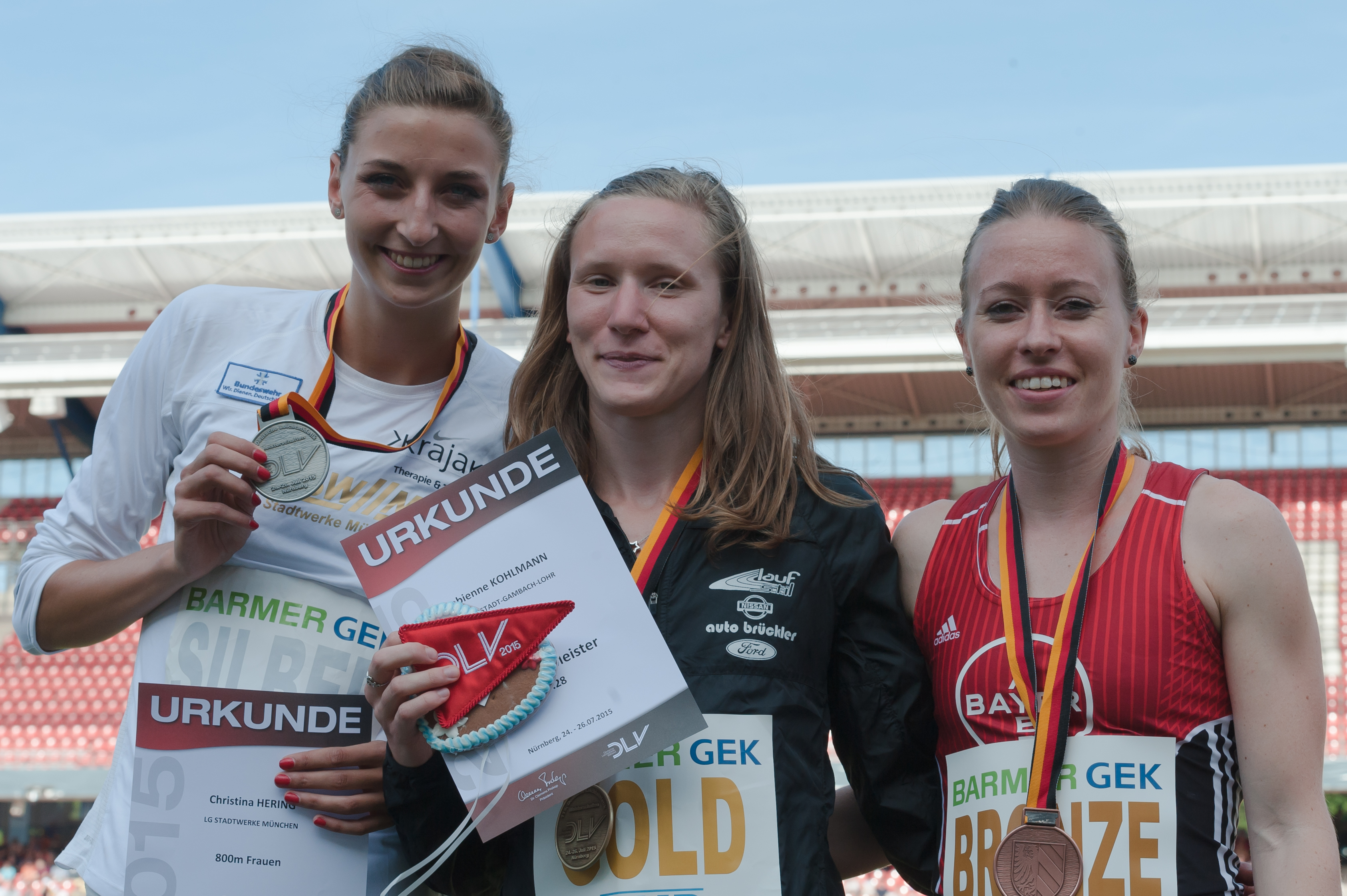
Deutsche Meisterschaften 2015: Auf den Podestplätzen 800-Meter-Lauf - v. l. Christina Hering, Fabienne Kohlmann, Carolin Walter

2017 verbesserte Walter in der AK-Frauen mit Sarah Schmidt und Konstanze Klosterhalfen erneut den deutschen Hallenrekord über 3-mal 800 Meter um knapp sechs Sekunden auf 6:16,25 min im Rahmen der Deutschen Jugendhallenmeisterschaften (U20). Mit Persönlicher Bestleistung von 53,60 s wurde sie Deutsche Vizehallenmeisterin über 400 Meter und kam ebenfalls mit Persönlicher Bestzeit bei den Halleneuropameisterschaften in Belgrad mit der 4-mal-400-Meter-Staffel auf den 6. Platz.
Walter ist nicht im Kader des Deutschen Leichtathletik-Verbandes (DLV).

## Vereinszugehörigkeiten
Carolin Walter startet seit 2010 für den TSV Bayer 04 Leverkusen. Zuvor startete sie für die LG Karlsruhe. Stammverein ist der SVK Beiertheim. Obwohl bei Bayer 04 Leverkusen, trainiert sie seit 2012 wieder mit den Beiertheimer Leichtathleten. Bei den Hochschulmeisterschaften trat sie für die „Wettkampfgemeinschaft der Karlsruher Hochschulen“ (WG Karlsruhe) und für die „Uni Karlsruhe“ an.

## Ehrungen
- Als besonders erfolgreiche Sportlerin (Vierte der Bestenliste 2007 über 800 Meter) wurde sie von der Stadt Karlsruhe geehrt.[7]

## Persönliche Bestzeiten
(Stand: 13. Mai 2017)

Halle
- 60 Meter: 7,94 s, 13. Januar 2008 in Mannheim
- 200 Meter: 25,06 s, 18. Januar 2009 in Mannheim
- 400 Meter: 53,60 s, 19. Februar 2017 in Leipzig
- 800 Meter: 2:01,29 min, 26. Februar 2012 in Karlsruhe
- 4 × 200 Meter: 1:40,64 min, 28. Februar 2016 in Leipzig
- 4 × 400 Meter: 3:34,60 min, 5. März 2017 in Belgrad

- Rekordhalterin über 800 Meter in 2:01,29 min, aufgestellt bei den Deutschen Hallenmeisterschaften 2012

Freiluft
- 200 Meter: 25,38 s (- 0,8 m/s), 26. Juni 2016 in Rheinau-Freistett
- 400 Meter: 53,96 s, 26. Juli 2008 in Recklinghausen
- 800 Meter: 2:03,11 min, 27. Juli 2014 in Ulm
- 4 × 400 Meter: 3:35,54 min, 27. Juli 2014 in Ulm

## Erfolge
national
- 2006: 5. Platz Deutsche Jugendhallenmeisterschaften U20 (800 m)
- 2006: 4. Platz Deutsche U20-Jugendmeisterschaften (400 m)
- 2006: 3. Platz Deutsche Meisterschaften (4 × 400 m)
- 2007: Deutsche Jugendhallenvizemeisterin U20 (400 m)
- 2007: Deutsche U20-Jugendvizemeisterin (400 m)
- 2007: 4. Platz Deutsche Meisterschaften (4 × 400 m)
- 2008: 3. Platz Deutsche Jugendmeisterschaften AK-Frauen (3 × 800 m)
- 2008: Deutsche U23-Meisterin (4 × 400 m)
- 2008: 3. Platz Deutsche U23-Meisterschaften (400 m)
- 2009: Deutsche Hochschulhallenmeisterin (400 m)
- 2009: 4. Platz Deutsche Hallenmeisterschaften (400 m)
- 2009: Deutsche Hochschulvizemeisterin (800 m)
- 2009: 4. Platz Deutsche U23-Meisterschaften (800 m)
- 2009: 5. Platz Deutsche U23-Meisterschaften (4 × 400 m)
- 2009: 7. Platz Deutsche Meisterschaften (400 m)
- 2010: 9. Platz Deutsche Meisterschaften (800 m)
- 2012: Deutsche Hochschulhallenmeisterin (800 m)
- 2012: Deutsche Hallen-Meisterin (800 m) mit Meisterschaftsrekord
- 2012: Deutsche Hochschulmeisterin (400 und 800 m)
- 2012: 3. Platz Deutsche Meisterschaften (4 × 400 m)
- 2012: 4. Platz Deutsche Meisterschaften (800 m)
- 2012: Deutsche Meisterin AK-Frauen (3 × 800 m)
- 2014: 5. Platz Deutsche Hallenmeisterschaften (400 m)
- 2014: Deutsche Meisterin (4 × 400 m)
- 2014: Deutsche Vizemeisterin (800 m)
- 2014: Deutsche Meisterin AK-Frauen (3 × 800 m)
- 2015: Deutsche Meisterin (4 × 400 m)
- 2015: 3. Platz Deutsche Meisterschaften (800 m)
- 2015: Deutsche Vizemeisterin AK-Frauen (3 × 800 m)
- 2016: Deutsche Hallenmeisterin AK-Frauen (3 × 800 m) mit deutschem Hallenrekord
- 2016: Deutsche Hallenvizemeisterin (800 m)
- 2016: 8. Platz Deutsche Hallenmeisterschaften (4 × 200 m)
- 2016: Deutsche Vizemeisterin (4 × 400 m)
- 2016: 9. Platz Deutsche Meisterschaften (800 m)
- 2017: Deutsche Hallenvizemeisterin (400 m)
- 2017: Deutsche Hallenmeisterin AK-Frauen (3 × 800 m) mit deutschem Hallenrekord

international
- 2006: 6. Platz U20-Juniorenweltmeisterschaften (4 × 400 m)
- 2012: 12. Platz Hallenweltmeisterschaften (800 m)
- 2017: 6. Platz Halleneuropameisterschaften (4 × 400 m)